# Coppa Italia 1988-1989 (hockey su pista)
La Coppa Italia 1988-1989 è stata la 22ª edizione della principale coppa nazionale italiana di hockey su pista. La manifestazione si è conclusa il 12 febbraio 1989.
Il trofeo è stato conquistato dal Monza per la terza volta nella sua storia.

## Risultati

### Ottavi di finale
| Squadra 1        | Totale  | Squadra 2          | Andata | Ritorno |
| ---------------- | ------- | ------------------ | ------ | ------- |
| Amatori Lodi     | 11 - 10 | Trissino           | 6 - 3  | 5 - 7   |
| Bassano          | ? - ?   | Pordenone          | ? - ?  | 4 - 8   |
| Castiglione      | ? - ?   | ?                  | ? - ?  | ? - ?   |
| CGC Viareggio    | 10 - 8  | Marzotto Valdagno  | 9 - 1  | 1 - 7   |
| Laverda Breganze | ? - ?   | Novara             | ? - ?  | 4 - 8   |
| Monza            | 26 - 10 | Sporting Viareggio | 17 - 5 | 9 - 5   |
| Reggiana         | ? - ?   | Prato Primavera    | 7 - 0  | ? - ?   |
| Thiene           | 3 - 9   | Roller Monza       | 1 - 3  | 2 - 6   |

### Quarti di finale
| Squadra 1     | Totale | Squadra 2    | Andata | Ritorno |
| ------------- | ------ | ------------ | ------ | ------- |
| CGC Viareggio | 9 - 11 | Roller Monza | 3 - 4  | 6 - 7   |
| Monza         | 21 - 6 | Castiglione  | 13 - 4 | 8 - 2   |
| Novara        | 24 - 8 | Pordenone    | 15 - 6 | 9 - 2   |
| Reggiana      | 8 - 14 | Amatori Lodi | 7 - 10 | 1 - 4   |

### Semifinali
| Squadra 1    | Totale  | Squadra 2    | Andata | Ritorno |
| ------------ | ------- | ------------ | ------ | ------- |
| Roller Monza | 14 - 12 | Novara       | 6 – 7  | 8 – 5   |
| Monza        | ? - ?   | Amatori Lodi | ? - ?  | ? - ?   |

### Finale
| Biassono 12 febbraio 1989 | Monza | 12 – 8 | Roller Monza | Palzetto dello sport |

| Monza                |  |                     |
|                      |  |                     |
| E                    |  | Francesco Amato     |
| E                    |  | Santi Carda Torner  |
| E                    |  | Enrico Mariotti     |
| E                    |  | Massimo Mariotti    |
| E                    |  | Lucio Marrone       |
| E                    |  | Pino Marzella       |
| P                    |  | Federico Paghi      |
| P                    |  | Alfonso Rotolo      |
| E                    |  | Stefano Poli        |
| E                    |  | Vitor Manuel Santos |
| Allenatore:          |  |                     |
| Gianbattista Massari |  |                     |

| Roller Monza                |  |                        |
|                             |  |                        |
| E                           |  | Mario Rodolfo Aguero   |
| E                           |  | Massimo Barberi        |
| P                           |  | Mauro Bianchi          |
| E                           |  | Alessandro Casotto     |
| E                           |  | Massimo Cassano        |
| E                           |  | Mauro Cinquini         |
| P                           |  | Alessandro Cupisti     |
| E                           |  | Stefano De Luca        |
| E                           |  | Francesco Ferlinghetti |
| E                           |  | Franco Girardelli      |
| E                           |  | David Paez Picon       |
| Allenatore: Mario R. Aguero |  |                        |
|                             |  |                        |